# San Juan de Micay
San Juan de Micay je rijeka u Kolumbiji. Pripada tihooceanskom slijevu.